# تورکر اینانوغلو
تورکر اینانوغلو (ترکی استانبولی: Türker İnanoğlu؛ ۱۸ مهٔ ۱۹۳۶ – ۲ آوریل ۲۰۲۴) فیلم‌نامه‌نویس، کارگردان و تهیه‌کننده اهل ترکیه بود.
از فیلم‌هایی که وی در آن در مقام تهیه‌کننده نقش داشته‌است، می‌توان به فرزندان بابا، سرنوشت یک مرد و خیابان‌های پشتی اشاره نمود.